# Ostenk
Ostenk je naselje v Občini Trbovlje.